# Мишиха (Бурятия)
Ми́шиха — посёлок при станции в Кабанском районе Бурятии. Входит в сельское поселение «Танхойское».
Железнодорожная станция Мишиха Восточно-Сибирской железной дороги. Основана в 1901 году.

## География
Посёлок и станция расположены на Транссибирской магистрали в 37 км к северо-востоку от центра сельского поселения, посёлка Танхой, на берегу озера Байкал в междуречье впадающих в него речек Быстрая и Калтусная, в 3 км северо-восточнее устья реки Мишихи.

## Население
| 2002 | 2010 |
| ---- | ---- |
| 68   | ↗72  |

## Экономика
Железнодорожная станция, личные подсобные хозяйства, рыболовство, туризм.